# Кабанов, Юрий Евгеньевич
Ю́рий Евге́ньевич Каба́нов (12 марта 1939, Новгород — 8 сентября 2014, там же) — советский гребец-байдарочник, выступал за сборную СССР во второй половине 1960-х годов. Чемпион мира, пятикратный чемпион всесоюзного первенства, победитель регат республиканского и международного значения. На соревнованиях представлял спортивное общество «Спартак», заслуженный мастер спорта.

## Биография
Активно заниматься греблей начал в раннем детстве, проходил подготовку в новгородской команде добровольного спортивного общества «Спартак». Первого серьёзного успеха добился в 1965 году, когда завоевал сразу две золотые медали взрослого всесоюзного первенства, с двухместной байдаркой на дистанции 1000 метров и с одноместной в эстафете 4 × 500 м.
В 1966 году вновь стал лучшим в эстафете и в той же дисциплине удостоился права защищать честь страны на чемпионате мира в Восточном Берлине — в составе команды, куда также вошли гребцы Георгий Карюхин, Дмитрий Матвеев и Вилнис Балтиньш, занял первое место и заслужил тем самым титул чемпиона мира. За это достижение по итогам сезона удостоен почётного звания «Заслуженный мастер спорта СССР».
После чемпионата мира остался в основном составе советской национальной сборной и продолжил принимать участие в крупнейших международных регатах. В 1968 году на чемпионате Советского Союза он вновь одержал победу, а год спустя защитил это чемпионское звание, став, таким образом, пятикратным чемпионом СССР.
Завершив карьеру спортсмена, в течение многих лет работал тренером-преподавателем по гребле на байдарках в ДЮСШ ДСО «Спартак» и ДСО «Урожай» — подготовил множество талантливых гребцов, которые впоследствии представляли новгородскую область на соревнованиях различного уровня.
Умер 8 сентября 2014 года. Похоронен в деревне Холынья Новгородской области.